# Frederick Fleet

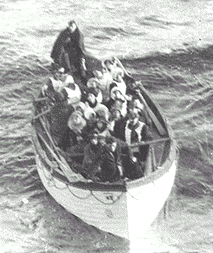
Fleet syns längst fram i livbåt nummer sex, foto taget från RMS Carpathia.

Frederick Fleet, född 15 oktober 1887 i Liverpool, död 10 januari 1965 i Southampton, var en brittisk besättningsman och utkiksman ombord fartyget Titanic, vilken kolliderade med ett isberg natten till den 15 april 1912 och sjönk.
Fleet hade arbetat på fartyg i runt 5 år när han tog tjänst på Titanic, och bland annat varit besättningsman på RMS Oceanic. Under resans gång noterade han och de övriga utkikarna att de saknade kikare i utkikskorgen. Dessa fanns i ett skåp vars nyckel hamnat hos en styrman som blev utbytt innan färden påbörjades. Skeppets sex utkiksmän arbetade i par i tvåtimmarspass på grund av den extrema kylan de utsattes för.
Den 14 april hade han passet i utkikskorgen tillsammans med Reginald Lee från klockan 22. De avlöste då George Symons och Archie Jewell som också upprepade ordern de tidigare fått från andre styrman Charles Lightoller att hålla särskild utkik efter småbitar av is, så kallade "growlers". Fleet var den som först fick syn på isberget kring klockan 23.38. En form av dis bildades och ett svart objekt tornade upp sig rakt framför Titanic. Han ringde då tre gånger i skeppsklockan vilket indikerar fara föröver. Han telefonerade sedan direkt till bryggan och utropade efter att ha frågat om någon var där "-Iceberg! Right Ahead!" ("Isberg rakt föröver!"). Sjätte styrman James Paul Moody tackade Fleet och rapporterade sedan till vakthavande befäl William Murdoch som snabbt gav order om en undanmanöver. Under ett par sekunder iakttog Fleet och Lee tyst isberget som kom allt närmare samtidigt som Titanic girade. Murdochs försök var förgäves och fartyget gick på.
I utkikskorgen kändes inte kollisionen märkbart. Fleet trodde först att de bara snuddat vid eller nästan missat isberget och sa till Lee, att det var "en närgången rakning". De stannade på sina poster tills de avlöstes av nästa par vid midnatt 20 minuter senare. Fleet hjälpte till vid evakueringen som sedan påbörjades, och blev snart beordrad av Charles Lightoller att stiga ner i livbåt nummer sex, tillsammans med kvartersmästare Hichens som fick befäl över båten. De var bland de första att lämna skeppet, och livbåten var lastad med främst kvinnor från första klass. En manlig kanadensisk passagerare, Arthur Godfrey Peuchen, hade dock fått tillåtelse att ta sig i båten när firningen pågick för att hjälpa till att ro. Stämningen i livbåten var inte god och flera i den, bland andra Margaret "Molly" Brown, vittnade om att Hichens var en otrevlig och hård befälhavare. Hichens vägrade att föra livbåten tillbaka till förlisningsplatsen när Brown ville ro tillbaka för att rädda passagerare ur havet. Vid sextiden på morgonen nådde livbåten det undsättande fartyget RMS Carpathia.
Han fick sedermera vittna om katastrofen i omfattande amerikanska och brittiska sjöförhör. Senator William Alden Smith ledde Fleets amerikanska förhör och där upprepade han flera gånger att bristen på kikare gjorde att de inte kunde se isberget tidigare. Hans brittiska förhör var mycket långt, detaljerat och repetitivt, och förhörsledarna fick till slut försäkra Fleet om att de inte på något sätt var ute efter honom personligen.
Efter att ha tjänstgjort en tid på RMS Olympic lämnade han White Star Line samma år då han upplevde att bolaget behandlade överlevare från Titanic-katastrofen styvmoderligt då de ville tysta ner och glömma händelsen. Fleet fortsatte att arbeta till sjöss under många år och han återvände under 1920-talet och 1930-talet till White Star Line. Han arbetade senare på Harland and Wolffs varv i Southampton. Han kom också att tjänstgöra i de båda världskrigen. Han höll stadig kontakt med Titanic Historical Society. Efter flera personliga motgångar och drabbad av dålig ekonomi begick han självmord 1965. Hans grav var länge omärkt, men 1993 restes en gravsten av Titanic Historical Society tack vare donationer.